# Alternativní spiritualita
Pojmem alternativní spiritualita či alternativní reiligiozita rozumíme takové náboženské fenomény, jež se buď samy vymezují vůči většinovému náboženství (například v té dané zemi) či vůči institucionalizovanému náboženství vůbec, nebo jsou jako takové nazírány.
Zařazení z hlediska religionistiky (věd o náboženství) může být velmi rozmanité. Například společenství Starokatolíci v Bratislave, spadající pod jurisdikci Starokatolické církve v České republice, na svých oficiálních stránkách uvádí: 
| „                            | Veríme, že katolícke kresťanstvo dnes môže vyzerať inak. Ľudsky. Otvorene. Demokraticky. Ekumenicky. | “ |
| — Starokatolíci v Bratislave | |   |

Jako alternativní spiritualita se také někdy popisuje osobní náboženská praxe a prožívání bez nutnosti zapojení se v konkrétním náboženském společenství. 

Původním zdrojem byla theosofie a hnutí Nového věku; může se sem řadit také magie, léčitelství, a renesance různých kultů, například v rámci šamanismu či novopohanství.
Nová náboženská hnutí a alternativní směry mohou vznikat i v prostředí řešení životních krizí.

## Výzkum
Pojem z oblasti religious studies "spiritual but not religious" (SBNR) je hojně užíván v angloamerických zdrojích.
K uvedenému pojmu se například v diskusi vyjádřil český religionista Ivan Štampach. Spatřuje aspekt alternativnosti už v průběhu celých dějin lidstva a vytváření nových, ba novátorských společenství na půdě těch již existujících nebo v opozici k nim.
Česká religionistka Zuzana Marie Kostićová uvádí, že alternativní spiritualita vzniká tam, kde si člověk vybírá pro svůj náboženský život to, co mu připadá užitečné (viz Externí odkazy). Připomíná právě ono označení "spiritual but not religious", pro než se již také vžila zkratka SBNR. Zde lze zahrnout různá centra osobního rozvoje. Nový způsob života, například vegetariánství. Mezi další rysy alternativní spirituality uvádí užití moderních technologií a rovněž v souvislosti s pandemií Covid-19 téma konspiracismu.
Ve dnech 19. – 20. října 2023 se v Praze pod záštitou Husitské teologické fakulty Univerzity Karlovy konala konference o alternativní spiritualitě a s ní souvisejících tématech. Druhý ročník na Katedře antropologie Filozofické fakulty Západočeské univerzity v říjnu 2024 přinesl aktuální přednášky, studentské prezentace a diskuse, opět nad vybraným aktuálním okruhem témat. Některé příspěvky v textovém zpracování budou zveřejněny v časopise Central European Journal for Contemporary Religion.
Do alternativní spirituality lze také zařadit proudy akcentující ekologii, sakralizaci přírody a proudy tzv. spirituálního holismu. V novověku se objevuje s průmyslovou revolucí. Je spojena i se zdroji ze (zejména německé) romantické literatury, které hledají tyto duchovní kořeny právě k přírodě, úcta k přírodním národům, zaujetí Indiány a původními národy aj. I na výše odkazovaných konferencích zaznělo, že hranice zkoumaných fenoménů (náboženství a jeho návaznosti na kulturu, společenské vědy aj.) nelze přesně vymezit.